# Carlsviks fabriker

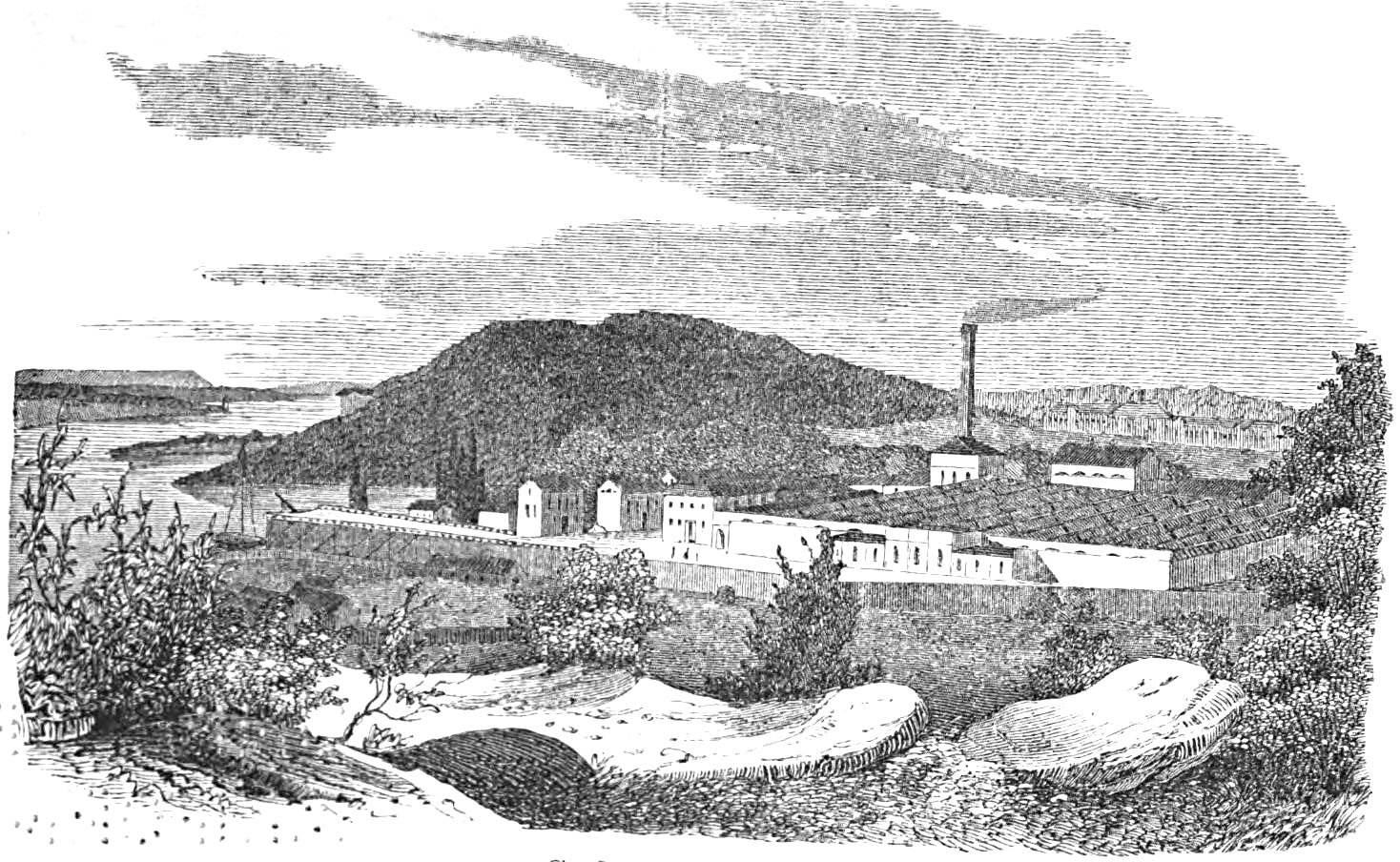
Carlsviks fabrik på Kungsholmen på 1860-talet.

Carlviks fabriker var en textilindustri i Stockholm.
Carlsviks AB grundades 1857 på Kungsholmen i Stockholm av ett konsortium av grosshandlare med den bayerske, senare preussiske generalkonsuln i Stockholm Carl Heinemann i spetsen. Men tillverkade först tunna tyger avsedda för klänning och gardiner, senare ylletyger. Det blev en av Stockholms största industrier och hade 1870 360 anställda. Carl Frans Lundström var chef för företaget 1863–1880. Efter kraftig expansion och en rekonstruktion bytte företaget namn 1871 till Kungsholms AB. Det hade då omkring 400 anställda. Företaget gick i konkurs 1876. Anläggningen övertogs senare av Karlsviks Industrier.
Kvarteret Karlsvik och Karlsviksgatan på Kungsholmen minner fortfarande om verksamheten.